# Château du Mylord
Le Château du Mylord is een restaurant met twee Michelinsterren in Elzele in de Belgische provincie Henegouwen. De chef-kok is Jean-Baptiste Thomaes die van 1985 tot 2006 zijn broer Vincent als maître-sommelier aan zijn zijde had, vanaf 1988 zijn broer Christophe als patissier.

## Geschiedenis
Château du Mylord opende in 1981 in een oude villa (château) die in 1861 gebouwd werd door Frederic Gubbins of Kilfrusch (geboren te Clifton (Engeland) in 1817), voormalige gouverneur van Benares (Brits-Indië); de laatste ontmoette de uit Elzele afkomstige Bellonie Créteur met wie hij in 1849 trouwde.
Chef Thomaes voltooide zijn koksopleiding aan de CERIA in 1979 en begon daarna in het toenmaals met twee sterren bekroonde restaurant Barbizon in Overijse. Al in 1981 begon hij zijn eigen restaurant in het Château Mylord.

### Waardering
In 1987 kreeg het restaurant van Thomaes zijn eerste Michelinster; in 2002 volgde de tweede. Verlies van de tweede ster was er in 2007, maar hij ontving opnieuw een tweede ster in 2010.
In de gids van GaultMillau heeft het restaurant een notatie van 17 op 20.